# Đại hội Thể thao Đông Nam Á 2007
Đại hội Thể thao Đông Nam Á 2007 tiếng Anh: 2007 Southeast Asian Games,(tiếng Thái: กีฬาแห่งเอเชียตะวันออกเฉียงใต้ 2007, đã Latinh hoá: Kila haeng echiye tawan oak chiyeng tai 2007), tên chính thức là Đại hội Thể thao Đông Nam Á lần thứ 24, là một sự kiện thể thao đa môn cấp khu vực được tổ chức tại Nakhon Ratchasima (Korat), Thái Lan. Đây là lần thứ sáu Thái Lan đăng cai SEA Games và là lần đầu tiên kể từ năm 1995. Trước đó, Thái Lan từng tổ chức các kỳ đại hội vào các năm 1959 (kỳ đầu tiên), 1967, 1975, 1985 và 1995.
Ủy ban Olympic Thái Lan đã lên kế hoạch tổ chức sự kiện này nhằm trùng với lễ kỷ niệm sinh nhật lần thứ 80 của Nhà vua Bhumibol Adulyadej – người từng giành huy chương vàng môn đua thuyền buồm tại SEA Games 1967. Đại hội diễn ra từ ngày 6 đến ngày 15 tháng 12 năm 2007, mặc dù một số môn thi đấu đã bắt đầu từ ngày 27 tháng 11. Khoảng 5.282 vận động viên đã tham gia tranh tài ở 475 nội dung thuộc 43 môn thể thao. Lễ khai mạc được Thái tử Vajiralongkorn (nay là Quốc vương) chủ trì tại Sân vận động Kỷ niệm sinh nhật lần thứ 80 của Nhà vua.
Bảng tổng sắp huy chương chung cuộc do nước chủ nhà Thái Lan dẫn đầu, tiếp theo là Malaysia và Việt Nam. Nhiều kỷ lục quốc gia và SEA Games đã bị phá vỡ trong kỳ đại hội này. Sự kiện được đánh giá là thành công với chất lượng chuyên môn ngày càng cao giữa các quốc gia Đông Nam Á.

## Bầu chọn chủ nhà
Theo thứ tự luân phiên các quốc gia Đông Nam Á, Singapore ban đầu là quốc gia đăng cai Đại hội Thể thao Đông Nam Á 2007. Tuy nhiên, nước này đã từ bỏ việc đăng cai để tập trung vào việc trùng tu và xây dựng lại sân vận động quốc gia của mình. Tại cuộc họp của Đại hội đồng Liên đoàn Thể thao Đông Nam Á trong khuôn khổ Đại hội Thể thao Đông Nam Á 2003 tại Hà Nội, Việt Nam, Thái Lan đã được chọn làm địa điểm tổ chức các môn thi đấu.
Ủy ban Olympic Thái Lan đã lập kế hoạch tổ chức sự kiện sao cho trùng với lễ kỷ niệm ngày sinh thứ 80 của Vua Bhumibol Adulyadej. Đây là lần thứ sáu Thái Lan đăng cai tổ chức Đại hội Thể thao Đông Nam Á, năm lần trước đó là vào các năm 1959, 1967, 1975, 1985 và 1995.

## Chuẩn bị
Vào ngày 24 tháng 2 năm 2006, chính quyền tỉnh Nakhon Ratchasima, Thái Lan đã họp để thảo luận về lịch trình SEA Games 2007 và tiến độ xây dựng khu liên hợp thể thao trị giá 65 triệu đô la Mỹ đang được xây dựng của tỉnh. Dưới sự chủ trì của Thống đốc Somboon Ngamlak, cuộc họp đã cung cấp một cái nhìn tổng thể về cơ sở vật chất và kết thúc với sự cam đoan rằng cơ sở vật chất sẽ sẵn sàng cho SEA Games vào năm 2007.

### Rước đuốc
Một cuộc rước đuốc đã được tổ chức trên toàn quốc trước khi đăng cai các trò chơi. Vào ngày 8 tháng 11 năm 2007, Hoàng tử Vajiralongkorn, thay mặt vua cha, Vua Bhumibol Adulyadej đã trao tặng ngọn lửa hoàng gia cho Chủ tịch ủy ban tổ chức đại hội, Suvit Yodmani. Sau bài thuyết trình, ngọn lửa đã được lắp đặt ở Bangkoktại Tòa thị chính Bangkok. Sau đó, ngọn lửa được chuyển tiếp từ Bangkok đến các tỉnh như Chonburi, Samut Songkhram, Prachuap Khiri Khan, Ratchaburi, Suphanburi, Nakhon Sawan, Phichit, Phitsanulok, Phetchabun, Loei, Nong Khai, Sakhon Nahkhon, Mukdahan, Ubon Ratchatthani, Surin, Roi Et và Khon Kaen trước khi đến tỉnh chủ nhà, Nakhon Ratchasima vào ngày 26 tháng 11 năm 2007. Tại Nakhon Ratchasima, ngọn lửa đã được truyền qua các quận của nó như Phimai, Choke Chai, Pak Thong Chai, Pak Chong và Soongnern trước khi đến Nakhon Ratchasima, thành phố đăng cai tổ chức đại hội vào ngày 1 tháng 12 năm 2007. Đài lửa sau đó được lắp đặt tại tượng đài Thao Suranari trước thềm lễ khai mạc SEA Games.

### Địa điểm thi đấu
Hầu hết các nội dung thi đấu được tổ chức trong khu liên hợp thể thao trên đường Pakthongchai ở Nakhon Ratchasima sau khi xây dựng lại 65 triệu đô la để chuẩn bị cho sự kiện. Khu liên hợp thể thao thuộc Sân vận động sinh nhật lần thứ 80. Khu liên hợp thể thao có sức chứa 20.000 chỗ ngồi cũng bao gồm một sân vận động trong nhà 5.000 chỗ ngồi và 16 cơ sở sân tennis nằm trong số các cơ sở khác được hoàn thành vào tháng 6 năm 2007. Ngoài Nakhon Ratchasima, các sự kiện đã được tổ chức tại Bangkok  và tại Chonburi. Tại Đại học Công nghệ Suranaree, nơi cư trú của sinh viên được sử dụng làm làng vận động viên trong khi Tòa nhà Suraphat 2 được sử dụng làm trung tâm báo chí chính.
Đại hội thể thao Đông Nam Á lần thứ 24 có 39 địa điểm tổ chức các trò chơi, 28 địa điểm ở Nakhon Ratchasima, 6 địa điểm ở Bangkok và 5 địa điểm ở Chonburi.
Đại hội thể thao Đông Nam Á lần thứ 24 có 39 địa điểm tổ chức các trò chơi, 28 địa điểm ở Nakhon Ratchasima, 6 địa điểm ở Bangkok và 5 địa điểm ở Chonburi.
| Tỉnh              | Địa điểm thi đấu                                            | Môn thể thao                                                |
| Nakhon Ratchasima | Khu liên hợp thể thao - Sân vận động sinh nhật lần thứ 80]] | Khu liên hợp thể thao - Sân vận động sinh nhật lần thứ 80]] |
| Nakhon Ratchasima | Sân vận động sinh nhật lần thứ 80                           | Khai mạc và Bế mạc, Điền kinh , Bóng đá                     |
| Nakhon Ratchasima | Trung tâm thể thao dưới nước                                | Nhảy cầu, Bóng nước, Bơi lội                                |
| Nakhon Ratchasima | Sân bóng chuyền bãi biển                                    | Bóng chuyền                                                 |
| Nakhon Ratchasima | Nhà thi đấu Liptapanlop                                     | Thể dục dụng cụ                                             |
| Nakhon Ratchasima | Nhà thi đấu Korat Chatchai                                  | Bóng chuyền trong nhà                                       |
| Nakhon Ratchasima | Sân quần vợt                                                | Quần vợt                                                    |
| Nakhon Ratchasima | Sân đua xe đạp                                              | Đua xe đạp trong nhà                                        |
| Nakhon Ratchasima | Đại học Công nghệ Suranaree                                 |                                                             |
| Nakhon Ratchasima | Sân bóng đá 2                                               | Bắn cung                                                    |
| Nakhon Ratchasima | Keelapirom Gymnasium                                        | Basketball                                                  |
| Nakhon Ratchasima | Trung tâm Nghiên cứu Synchrotron Quốc gia                   | Đấu kiếm                                                    |
| Nakhon Ratchasima | Sân bi sắt                                                  | Bi sắt                                                      |
| Nakhon Ratchasima | Sân vận động Surapala Keetha Sathan                         | Bóng đá                                                     |
| Nakhon Ratchasima | Những địa điểm còn lại                                      |                                                             |
| Nakhon Ratchasima | Khu liên hợp thể thao Amphoe Pak Thong Chai                 | Bóng đá, Quyền Anh                                          |
| Nakhon Ratchasima | Golf                                                        |                                                             |
| Nakhon Ratchasima | Học viện Công nghệ Chanapolkhan                             | Karate, Wushu                                               |
| Nakhon Ratchasima | Khao Yai Thiang                                             | Đua xe đạp đường trường                                     |
| Nakhon Ratchasima | Trung tâm thương mại bách hóa Klang Plaza Jomsurang         | Bóng bàn                                                    |
| Nakhon Ratchasima | Đường Mittraphap                                            | Đua xe đạp                                                  |
| Nakhon Ratchasima | Sân vận động trung tâm, Nakhon Ratchasima                   | Muay Thái, Bóng đá                                          |
| Nakhon Ratchasima | Đại học Nakhon Ratchasima Rajabhat                          | Thể hình, Bóng mềm                                          |
| Nakhon Ratchasima | Cao đẳng nghề Nakhon Ratchasima                             | Weightlifting                                               |
| Nakhon Ratchasima | Đại học Công nghệ Rajmangal Isan                            | Judo, Vật                                                   |
| Nakhon Ratchasima | Khách sạn Sima Thani                                        | Bi-a, snooker                                               |
| Nakhon Ratchasima | Tòa thị chính Sung Noen                                     | Pencak silat                                                |
| Nakhon Ratchasima | Trại Suranaree                                              | Bóng bầu dục                                                |
| Nakhon Ratchasima | Trung tâm thương mại bách hóa Mall                          | Sepak takraw                                                |
| Nakhon Ratchasima | Đại học Wongchawalitkul                                     | Cầu lông, Dancesport and Taekwondo                          |
| Bangkok           | Khu liên hợp thể thao quốc gia                              | Bóng ném                                                    |
| Bangkok           | Trung tâm thể thao Nữ hoàng Sirikit                         | Bóng chày, Khúc côn cầu, Bóng gỗ                            |
| Bangkok           | Câu lạc bộ Ratchaphruek                                     | Bóng quầm                                                   |
| Bangkok           | SF Strike Bowl                                              | Bowling                                                     |
| Bangkok           | Cơ quan thể thao của Khu liên hợp thể thao Thái Lan         | Futsal, Bắn súng                                            |
| Bangkok           | Câu lạc bộ thể thao VR                                      | Mã cầu                                                      |
| Chonburi          | Thành phố Đại sứ Jomtien                                    | Ba môn phối hợp                                             |
| Chonburi          | Trường đua ngựa                                             | Cưỡi ngựa                                                   |
| Chonburi          | Hồ Map Prachan                                              | Chèo thuyền, Canoeing, Đua thuyền truyền thống              |
| Chonburi          | Câu lạc bộ du thuyền Ocean Marina                           | Đua thuyền buồm                                             |
| Chonburi          | Câu lạc bộ mã cầu Thái Lan                                  | Cưỡi ngựa                                                   |

## Đại hội

### Quốc ca
Phleng Chat Thai

### Lễ khai mạc
Lễ khai mạc được chia thành tám phân đoạn được tổ chức vào ngày 6 tháng 12 năm 2007 lúc 19:00 (TST) tại sân vận động sinh nhật lần thứ 80. Khán giả Thái Lan mặc chủ yếu là màu hồng và vàng như biểu tượng của lòng trung thành với nhà vua, chật kín sân vận động nhiều giờ trước khi buổi lễ bắt đầu. Sau khi hoàng gia Thái Lan bước vào sân vận động, bài quốc ca của hoàng gia lần đầu tiên được cất lên:
- Chương 1- "Vị vua vĩ đại": Buổi lễ bắt đầu với  10 phút để tưởng nhớ đến cố Quốc vương Bhumibol Adulyadej, khi đó là vị vua trị vì lâu nhất trên thế giới vào thời điểm đó.
- Chương 2 và chương 3 - "Kỳ quan Isản huy hoàng" và "Thành phố vinh quang": nêu bật lịch sử và văn hóa của Isản (khu vực phía đông bắc) và thành phố Korat, được đi kèm với màn hình laser rực rỡ dưới sự kết hợp của mô hình đền Prasat Hin Phimai - "bản sao" Angkor Wat của Thái Lan và những chiếc thuyền rồng khổng lồ.
- Chương 4 - "Đại hội thể thao rực rỡ": được tổ chức bắt đầu với cuộc diễu hành của các đội đến từ 11 quốc gia tham gia. Đội tuyển Thái Lan, đội bóng lớn nhất trong số các quốc gia tham dự đã nhận được sự chào đón nồng nhiệt nhất của khán giả khi bước vào sân vận động. Sau khi các vận động viên và các quan chức đã tập hợp trên sân, Bộ trưởng Thể thao Thái Lan Suvit Yodmani, Chủ tịch tổ chức Thế vận hội, đã có bài phát biểu của mình và Thế vận hội sau đó được chính thức khai mạc bởi Thái tử Maha Vajiralongkorn. Tiếp theo là bài Quốc ca Thái Lan khi quốc kỳ Thái được kéo lên và cờ Thế vận hội được nâng lên cũng như nghi thức tuyên thệ, trong đó Suebsak Pansueb thay mặt các vận động viên tuyên thệ và Paibul Srichaisawat thay mặt ban tổ chức.
- Chương 5 - "Ngọn lửa Hoàng gia ngời sáng": một nhóm vận động viên lần lượt vượt qua ngọn lửa trong lễ rước đuốc trước khi vận động viên cử tạ nữ Thái Lan kiêm huy chương vàng tại Thế vận hội Athens, Udomporn Polsak thắp sáng đài lửa SEA Games.

Buổi lễ kết thúc với các chương còn lại gồm "Tinh thần kỳ diệu", "Tình bạn tuyệt vời" và "Những lễ kỷ niệm" được biểu diễn bởi hơn 8.000 sinh viên đến từ 35 cơ sở giáo dục Thái Lan. Các phân đoạn được tổ chức theo khẩu hiệu của kỳ Đại hội là "Tinh thần, Hữu nghị và Những lễ kỉ niệm". Chú mèo CAN cầm chiếc khèn bè chạy ùa ra sân vận động vẫy chào khán giả và hòa vào dòng người trong đêm khai mạc.

### Lễ bế mạc
Lễ bế mạc được chia thành bảy phân đoạn được tổ chức vào ngày 15 tháng 12 năm 2007 lúc 19:00 (TST) tại sân vận động sinh nhật lần thứ 80 và được bắt đầu bằng một bài hát và màn vũ đạo trước buổi lễ mang tên "Thông điệp từ trái tim", sự xuất hiện của Thủ tướng Thái Lan và các chức sắc khác. Buổi lễ bắt đầu với phân đoạn "Sự sáng tạo của tinh thần" dài 4 phút, một bản phác thảo âm nhạc giới thiệu nền văn hóa truyền thống phong phú của Thái Lan. Tiếp theo là phân đoạn "Tạo ra tình bạn" và "Tạo ra lễ kỷ niệm", hai tiết mục văn nghệ của các học sinh trường đã tạo thành 'đội hình con người' ở giữa sân. Sau đó, "Sự sáng tạo của buổi lễ thể thao"
Sau khi các vận động viên và các quan chức tập trung tại sân vận động, Thủ tướng Thái Lan, Tướng Surayud Chulanont đã có bài phát biểu của mình và tuyên bố các trận đấu khép lại. Sau đó, Thủ tướng Surayud đã vinh danh vận động viên bơi lội Miguel Molina của Philippines và Natthanan Junkajang của Thái Lan là Vận động viên ưu tú nhất trong kỳ đại hội. Với quốc kỳ Thái Lan và cờ Đại hội được hạ xuống, trọng trách SEA Games được giao cho Lào, nước chủ nhà của Đại hội thể thao Đông Nam Á 2009 , trong đó Phó Thủ tướng Lào Somsavat Lengsavad đã nhận lá cờ đại hội làm biểu tượng. Một phân đoạn biểu diễn của Lào đã được biểu diễn bởi các vũ công Lào với các màn biểu diễn truyền thống của họ. Cùng với đó, hòa trong tiếng khèn bè và dân ca mó lam, cặp voi Champa và Champi trong trang phục Lào cùng đoàn diễu hành vẫy chào khán giả nồng nhiệt như một sự giới thiệu đại khái về SEA Games 25 sắp tới diễn ra tại thủ đô Viêng Chăn.
Trong phân đoạn "Sự tạo ra hy vọng", ngọn lửa SEA Games đã dập tắt bởi chú bé trong trang phục Korat trên xe hai bánh, tượng trưng cho sự kết thúc SEA Games 24. Buổi lễ kết thúc với hai màn trình diễn chia tay của người Thái là "Sự sáng tạo của thế giới sống" và "Sự tạo ra của hạnh phúc và thịnh vượng".

### Các môn thi đấu
Có 49 môn được phép thi đấu được thi đấu tại SEA Games 2007, đó là:
| - Aerobic - Ba môn phối hợp - Bắn cung - Bắn súng - Bi sắt² - Bi-a và snooker¹ - Bóng bàn - Bóng bầu dục - Bóng chày - Bóng chuyền - Bóng chuyền bãi biển - Bóng đá - Bóng đá trong nhà | - Bóng gỗ trên cỏ³ - Bóng mềm° - Bóng ném - Bóng nước¹ - Bóng quần¹ - Bóng rổ - Bowling¹ - Bơi - Cờ vây - Cầu lông - Cầu mây¹ - Chèo thuyền - Cưỡi ngựa - Cử tạ | - Đấu kiếm - Điền kinh - Thuyền buồm - Canoeing - Đua thuyền truyền thống¹ - Đua xe đạp - Golf¹ - Kempo - Judo - Karate¹ - Khiêu vũ thể thao³ - Khúc côn cầu - Muây Thái² - Nhảy cầu | - Pencak silat² - Polo¹ - Quần vợt - Quyền Anh - Taekwondo - Thể dục dụng cụ - Thể dục nhịp điệu - Thể hình¹ - Vật - Wushu¹ |

¹ - không phải môn thể thao được thi đấu chính thức tại Thế vận hội.

² - môn thể thao chỉ được thi đấu tại SEA Games.

³ - không phải môn thể thao thường được thi đấu tại Thế vận hội hay SEA Games, lần này được thi đấu do sự mong muốn của nước chủ nhà.

° - trước đây là môn thi đấu chính thức tại Thế vận hội, nhưng tại kỳ đại hội trước đã không được thi đấu và bây giờ chỉ được thi đấu với sự đồng ý của nước chủ nhà.

### Bảng huy chương
Tổng cộng có 1.542 huy chương được trao cho các vận động viên, bao gồm 477 huy chương vàng, 470 huy chương bạc và 595 huy chương đồng. Đoàn chủ nhà Thái Lan đã có màn thể hiện xuất sắc nhất trong lịch sử tham dự Đại hội Thể thao Đông Nam Á và giành vị trí nhất toàn đoàn..
| Hạng                | Đoàn                | Vàng | Bạc | Đồng | Tổng số |
| ------------------- | ------------------- | ---- | --- | ---- | ------- |
| 1                   | Thái Lan            | 183  | 123 | 103  | 409     |
| 2                   | Malaysia            | 68   | 52  | 96   | 216     |
| 3                   | Việt Nam            | 64   | 58  | 82   | 204     |
| 4                   | Indonesia           | 56   | 64  | 83   | 203     |
| 5                   | Singapore           | 43   | 43  | 41   | 127     |
| 6                   | Philippines         | 41   | 91  | 96   | 228     |
| 7                   | Myanmar             | 14   | 26  | 47   | 87      |
| 8                   | Lào                 | 5    | 7   | 32   | 44      |
| 9                   | Campuchia           | 2    | 5   | 11   | 18      |
| 10                  | Brunei              | 1    | 1   | 4    | 6       |
| 11                  | Đông Timor          | 0    | 0   | 0    | 0       |
| Tổng số (11 đơn vị) | Tổng số (11 đơn vị) | 477  | 470 | 595  | 1542    |

### Các quốc gia tham dự[11]
| Quốc gia | Quốc gia          | Vận động viên | Vận động viên | Vận động viên | Quan chức | Quan chức | Quan chức | Tổng |
| Mã IOC   | Tên               | Nam           | Nữ            | Tổng          | Nam       | Nữ        | Tổng      | Tổng |
| -------- | ----------------- | ------------- | ------------- | ------------- | --------- | --------- | --------- | ---- |
| BRU      | Brunei Darussalam | 51            | 10            | 61            | 44        | 2         | 46        | 107  |
| CAM      | Campuchia         | 161           | 71            | 232           | 64        | 4         | 68        | 300  |
| INA      | Indonesia         | 369           | 205           | 574           | 160       | 28        | 188       | 762  |
| LAO      | Lào               | 246           | 168           | 414           | 186       | 35        | 221       | 635  |
| MAS      | Malaysia          | 494           | 326           | 820           | 239       | 55        | 294       | 1114 |
| MYA      | Myanmar           | 292           | 214           | 506           | 156       | 35        | 191       | 679  |
| PHI      | Philippines       | 373           | 247           | 620           | 143       | 32        | 175       | 795  |
| SIN      | Singapore         | 262           | 180           | 442           | 165       | 51        | 216       | 658  |
| THA      | Thái Lan          | 540           | 442           | 982           | 342       | 65        | 407       | 1389 |
| TLS      | Timor-Leste       | 7             | -             | 7             | 8         | -         | 8         | 15   |
| VIE      | Việt Nam          | 331           | 293           | 624           | 152       | 17        | 169       | 793  |
|          | Tổng              | 3126          | 2156          | 5282          | 1659      | 324       | 1983      | 7265 |

### Các kỷ lục được xác lập
Tổng cộng có 16 kỷ lục ở môn điền kinh và 12 kỷ lục ở môn bơi lội được xác lập tại SEA Games lần này.

## Phát sóng
Giống như các kỳ Đại hội trước, bản quyền phát sóng SEA Games 24 được cấp miễn phí cho các đài truyền hình, mặc dù chủ nhà từng đề xuất bán bản quyền sự kiện này.
| Các nước trong khu vực quy định sở hữu bản quyền phát sóng SEA Games 24 | Các nước trong khu vực quy định sở hữu bản quyền phát sóng SEA Games 24 | Các nước trong khu vực quy định sở hữu bản quyền phát sóng SEA Games 24 |
| Mã IOC                                                                  | Quốc gia                                                                | Đài truyền hình                                                         |
| ----------------------------------------------------------------------- | ----------------------------------------------------------------------- | ----------------------------------------------------------------------- |
| INA                                                                     | Indonesia                                                               | TVRI                                                                    |
| MAS                                                                     | Malaysia                                                                | Radio Television Malaysia                                               |
| PHI                                                                     | Philippines                                                             | National Broadcasting Network                                           |
| SIN                                                                     | Singapore                                                               | Channel 5                                                               |
| THA                                                                     | Thái Lan                                                                | TV Pool và Channel 11                                                   |
| VIE                                                                     | Việt Nam                                                                | VTV, VCTV & VTC                                                         |
| Các nước ngoài khu vực sở hữu bản quyền phát sóng SEA Games 24          |                                                                         |                                                                         |
| AUS                                                                     | Úc                                                                      | Seven Network                                                           |
| HKG                                                                     | Hồng Kông                                                               | ATV, TVB                                                                |
| IND                                                                     | Ấn Độ                                                                   | Doordarshan                                                             |
| JPN                                                                     | Nhật Bản                                                                | TV Tokyo                                                                |
| KOR                                                                     | Hàn Quốc                                                                | Munhwa Broadcasting Co.                                                 |

## Kỷ lục thể thao tại Đại hội Thể thao Đông Nam Á 2007
Kỷ lục thể thao lập tại Đại hội Thể thao Đông Nam Á 2007 bao gồm:

### Điền kinh

#### Nam
| Nội dung        | Vận động viên lập kỷ lục | Thành tích | Ngày xác lập          |
| --------------- | ------------------------ | ---------- | --------------------- |
| 1500m           | Nguyễn Đình Cương        | 3:45.31    | Thứ 3 ngày 11/12/2007 |
| 110m Vượt rào   | Wan sofian Rayzam Shah   | 13.91s     | Thứ 2 ngày 10/12/2007 |
| Nhảy sào        | Saombankuay Sompong      | 5.10m      | Thứ 2 ngày 10/12/2007 |
| Nhảy xa         | Dagmil Henry             | 7.87m      | Thứ 2 ngày 10/12/2007 |
| Nhảy 3 bước     | Philakong Theerayut      | 16.44m     | Thứ 6 ngày 07/12/2007 |
| Đẩy tạ          | Polyeng Chatchawal       | 17.43m     | Thứ 6 ngày 07/12/2007 |
| Ném búa         | Ferrera Arniel           | 60.98m     | Thứ 7 ngày 08/12/2007 |
| 10 môn phối     | Vũ Văn Huyện             | 7457 điểm  | Thứ 6 ngày 07/12/2007 |
| Tiếp sức 4x100m | Thái Lan                 | 38.95      | Thứ 2 ngày 10/12/2007 |

#### Nữ
| Nội dung        | Vận động viên lập kỷ lục | Thành tích | Ngày xác lập          |
| --------------- | ------------------------ | ---------- | --------------------- |
| 800m            | Trương Thanh Hằng        | 2:02.39    | Thứ 7 ngày 08/12/2007 |
| 1500m           | Trương Thanh Hằng        | 4:11.60    | Thứ 6 ngày 07/12/2007 |
| 5000m           | Triyaningsih             | 15:54.32   | Thứ 7 ngày 08/12/2007 |
| Nhảy 3 bước     | Muangjan Thitima         | 13.85m     | Thứ 3 ngày 11/12/2007 |
| Ném lao         | Panang Buoban            | 55.97      | Thứ 6 ngày 07/12/2007 |
| 7 môn phối hợp  | Winatho Wassana          | 5889       | Thứ 2 ngày 10/12/2007 |
| Tiếp sức 4x100m | Thái Lan                 | 44.00      | Thứ 2 ngày 10/12/2007 |

### Bơi

#### Nam
| Nội dung              | Vận động viên lập kỷ lục | Thành tích | Ngày xác lập |
| --------------------- | ------------------------ | ---------- | ------------ |
| 100m Bướm             | Bego Daniel              | 54.33      | 09/12/2007   |
| Tiếp sức 4x100m Tự do | Singapore                | 3:26.70    | 09/12/2007   |
| 50m Tự do             | Coakley Daniel           | 22.80      | 10/12/2007   |
| 200m Tự do            | Bego Daniel              | 1:52.32    | 11/12/2007   |
| 200m Bướm             | Walsh James              | 2:00.45    | 11/12/2007   |

#### Nữ
| Nội dung                   | Vận động viên lập kỷ lục | Thành tích | Ngày xác lập |
| -------------------------- | ------------------------ | ---------- | ------------ |
| Tiếp sức 4x200m Tự do      | Thái Lan                 | 8:20.77    | 07/12/2007   |
| 400m Tự do                 | Khoo Cai Lin             | 4:18.20    | 08/12/2007   |
| 100m Ếch                   | Teo Wei-min Nicolette    | 1:10.15    | 08/12/2007   |
| Tiếp sức 4x100m Tự do      | Thái Lan                 | 3:51.86    | 08/12/2007   |
| 800m Tự do                 | Khoo Cai Lin             | 8:47.80    | 09/12/2007   |
| 200m Tự do                 | J.Krajang Natthanan      | 2:03.00    | 10/12/2007   |
| Tiếp sức 4x100m 4 kiểu bơi | Singapore                | 4:13.18    | 10/12/2007   |

## Tiếp thị

### Biểu trưng
Biểu trưng cho SEA Games 24 là hình ảnh hàng ba chiếc thuyền buồm, tượng trưng cho lễ kỷ niệm 40 năm Nhà vua Bhumibol Adulyadej giành huy chương vàng trong cuộc thi đua thuyền buồm tại Đại hội thể thao bán đảo Đông Nam Á năm 1967và kỷ niệm 80 năm ngày sinh của ông. Nó được thiết kế bởi Prasit Nunsung từ Nonthaburi. Ba chiếc thuyền trong logo đại diện cho sự phát triển, sự hòa quyện của màu sắc và công nghệ của Thái Lan. Trong khi màu vàng trên chiếc thuyền lớn nhất tượng trưng cho chính Nhà vua, nó cùng với màu đỏ và xanh lam là màu trên cờ của các quốc gia Đông Nam Á và thể hiện sự đoàn kết, hữu nghị giữa những người tham gia trò chơi và người dân Đông Nam Á. Biểu trưng của Liên đoàn Đại hội Thể thao Đông Nam Á, chuỗi 10 vòng tròn tượng trưng cho 10 quốc gia thành viên, không bao gồm Đông Timo và chính Đại hội Thể thao Đông Nam Á. Hình dạng của những con thuyền giống như mái ngôi đền Prasat Hin Phimai, đại diện cho thành phố chủ nhà Nakhon Ratchasima thuộc vùng Đông Bắc của Thái Lan và nền văn minh nghìn năm trước.

### Linh vật
Linh vật của đại hội lần này là một chú mèo Korat có tên là "Can", được ban tổ chức đại hội giới thiệu vào ngày 22 tháng 9 năm 2006. Tên của nó được ghép từ chữ viết tắt quốc tế của Thái Lan, và được đặt bởi bởi một bé gái tám tuổi tên là Piyathida Sreewimon. Cab mặc Pha Khao Ma, một chiếc khố truyền thống của Thái Lan và cầm một chiếc khèn bè (tiếng Thái: แคน khaen) tượng trưng cho sự lạc quan. Tên của nhạc cụ có cách phát âm gần giống với tên của linh vật. Trong tiếng Anh, nó là một từ đơn mang nghĩa "có thể", thể hiện thái độ của các vận động viên trong nỗ lực giành huy chương vàng.
Ngày sinh của CAN trùng với ngày Thanh niên ở Thái Lan. Còn năm 1994 đánh dấu cuộc bầu cử không phân biệt chủng tộc đầu tiên ở quốc gia này. Không có ai thuộc thành phố Nakhon Ratchasima là tác giả thiết kế linh vật.
Khẩu hiệu chính thức của CAN là "CAN's game is Fair Play" (Lối chơi của CAN là Fair Play), xuất hiện trên những bảng quảng cáo điện tử quảng bá cho SEA Games 2007.